# All New World of Lemmings
 (mars 2020).
Si vous disposez d'ouvrages ou d'articles de référence ou si vous connaissez des sites web de qualité traitant du thème abordé ici, merci de compléter l'article en donnant les références utiles à sa vérifiabilité et en les liant à la section « Notes et références ».
All New World of Lemmings — aussi appelé The Lemmings Chronicles aux États-Unis — est un jeu vidéo de réflexion développé par DMA Design et édité par Psygnosis en 1994. Il fonctionne sur Amiga 1200 et sous DOS.
Il s'agit du troisième épisode de la série Lemmings et du dernier jeu développé par DMA Design pour Amiga mais également sous la tutelle de son éditeur historique Psygnosis.